# Sānāwad
Sānāwad är en ort i Indien.   Den ligger i distriktet Khargone och delstaten Madhya Pradesh, i den centrala delen av landet, 700 km söder om huvudstaden New Delhi. Sānāwad ligger 197 meter över havet och antalet invånare är 36 455.
Terrängen runt Sānāwad är platt. Runt Sānāwad är det ganska tätbefolkat, med 239 invånare per kvadratkilometer. Det finns inga andra samhällen i närheten. Trakten runt Sānāwad består till största delen av jordbruksmark.